# ウィリアム・ストーキー

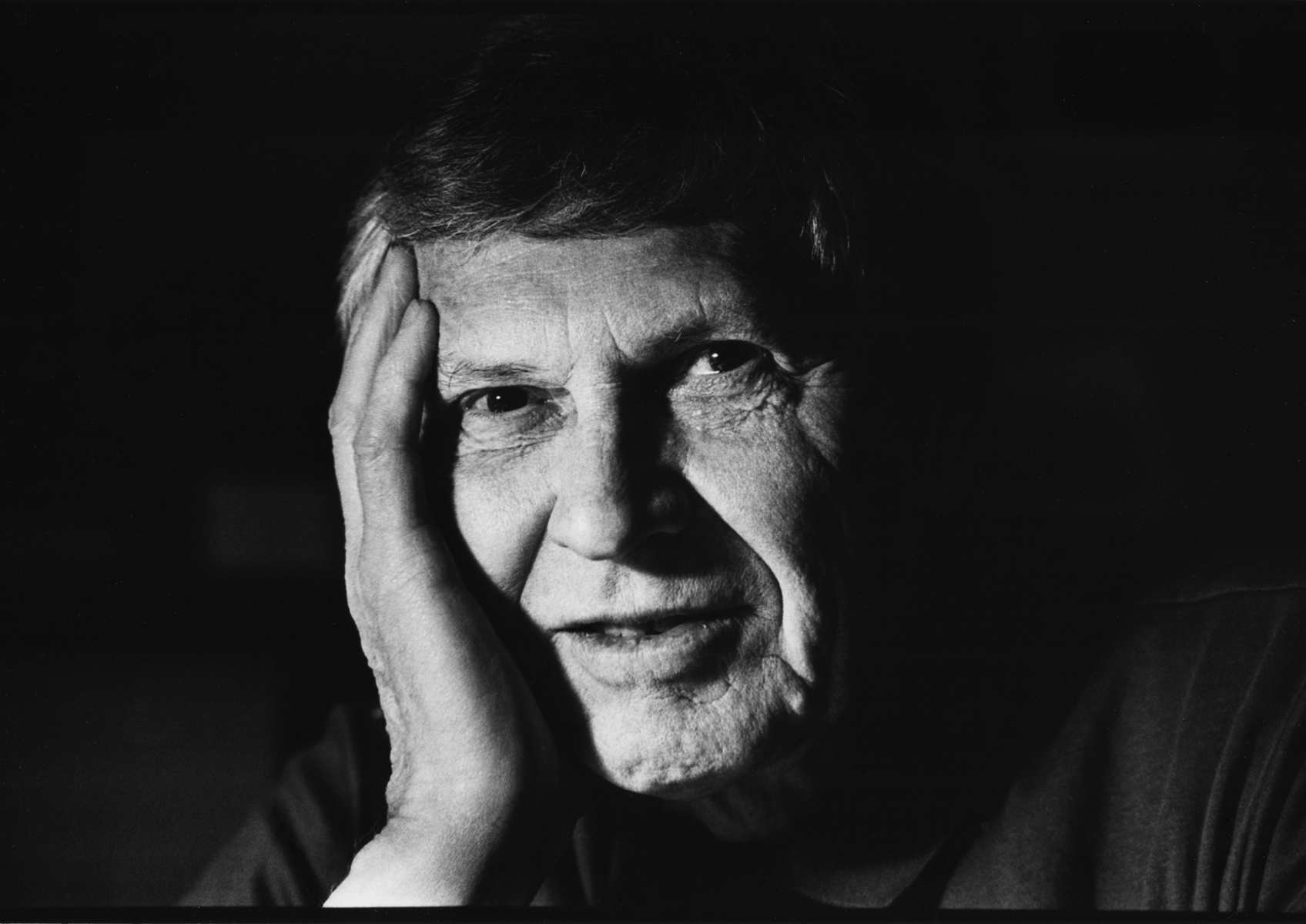
ウィリアム・ストーキー

ウィリアム・ストーキー（William C. Stokoe, Jr. 1919年 - 2000年）は、アメリカ合衆国の言語学者である。
1955年から1970年までギャローデット大学で英語学部の教授と学部長を務めていた。

## 言語としての手話
ストーキーが研究するまでは、手話は音声英語の崩れた表現や単純化された表現だとみなされていた。つまり、手話は言語ではない、劣ったコミュニケーション手段だと考えられていた。
ギャローデット大学では、すべての指導者には手話で講義を行うことを必要としていたため、ストーキーは教職員に採用されてすぐに手話の指導を受けて講義に備えていたが、しばらくすると、学生同士が手話でコミュニケーションしているのを見ても何を話しているのかわからなかった。それが、手話の研究への緒となった。
1960年に、彼はSign Language Structure: An Outline of the Visual Communication Systems of the American Deaf手話の構造）を発表した。この論文で「手話は世界中の音声言語で見られるのと同じように、それ自身が機能的で強力な独立した構文と文法を持つ、精緻で成長している自然言語だ」と書かれていた。この論文がきっかけとなり、手話は言語学の研究対象となった。
その後、彼はA Dictionary of American Sign Language on Linguistic Principles（言語学の原則に基づいたアメリカ手話の辞書）を共著で書いた。
ストーキーは学界や教育界における手話の言語的地位を高めた功績で、ろう社会に深く尊敬されている。

## アメリカ手話の表記法
ストーキーが手話について研究していた頃、アメリカ手話はそれを書記にした形式を持たなかったため、彼は手話を書くための表記法を発明した。